# Vidalia ceratophora
Vidalia ceratophora är en tvåvingeart som beskrevs av Mario Bezzi 1913. Vidalia ceratophora ingår i släktet Vidalia och familjen borrflugor. Inga underarter finns listade i Catalogue of Life.